# Mammillaria thornberi
Mammillaria thornberi (укр. Мамілярія Торнбера, мамілярія торнбері) — сукулентна рослина з роду мамілярія (Mammillaria) родини кактусових (Cactaceae).

## Історія
Вид вперше описаний американським ботаніком Чарльзом Расселом Оркаттом (англ. Charles Russell Orcutt, 1864—1929) у 1902 році у виданні англ. «West American Scientist».

## Етимологія
Видова назва дана на честь американського ботаніка Джона Джеймса Торнбера (англ. John James Thornber, 1872—1962).

## Ареал і екологія
Ареал охоплює південно-західну частину Аризони, США, і на північно-західну частину Сонори, Мексика. Рослини зростають на висоті від 240 до 720 метрів над рівнем моря під пустельними чагарниками, такими як Ambrosia dumosa і Larrea divaricata та іншими, переважно в низьких місцях пустелі з дрібними піщаними ґрунтами.

## Морфологічний опис
| Орган              | Опис                                                                                 |
| Рослини            | зазвичай формують щільні групи.                                                      |
| Коріння            |                                                                                      |
| Стебло             | тонке, циліндричне, звужується до основи, висотою 5-10 см, в діаметрі 1-2,5 см.      |
| Епідерміс          | часто тьмяно-багрянисто-зелений.                                                     |
| Маміли             | трохи м'які, конічні до циліндричних, без молочного соку.                            |
| Ареоли             |                                                                                      |
| Аксили             | голі.                                                                                |
| Центральні колючки | 1, з гачком, бліді до темно-червонувато-коричневого відтінку, завдовжки 9-18 мм.     |
| Радіальні колючки  | 15-20, білі або жовтуваті з темними кінцями, завдовжки 5-9 мм.                       |
| Квіти              | широкі, воронкоподібні, багрянисто до рожево-лавндового відтінку, товщиною 15-20 мм. |
| Бутони             |                                                                                      |
| Зовнішні пелюстки  |                                                                                      |
| Внутрішні пелюстки |                                                                                      |
| Тичинки            |                                                                                      |
| Маточка            |                                                                                      |
| Плоди              | виступаючі, які впадають в очі, великі, товсті, червоні.                             |
| Насіння            | чорне.                                                                               |

## Різновиди
Визнано два різновиди Mammillaria thornberi номінаційний підвид — Mammillaria thornberi subsp. thornberi і підвид yaquensis — Mammillaria thornberi subsp. yaquensis (R. T. Craig 1945) D. R. Hunt 1997. Деякі автори трактують останній підвид як окремий вид.

### Mammillaria thornberi subsp. thornberi
- Стебло — до 2,5 см в діаметрі, звужується до основи.
- Радіальних колючок — 15-20, які не густо вкриті волосками.
- Ареал зростання — штат Аризона (США) і штат Сонора (Мексика).

### Mammillaria thornberi subsp. yaquensis
- Стебло — ламке, до 1,5 см в діаметрі, завдовжки 7 см.
- Радіальних колючок — 18-19, густо вкриті волосками.
- Ареал зростання — тільки Сонора.

## Чисельність, охоронний статус та заходи по збереженню
Mammillaria thornberi входить до Червоного списку Міжнародного союзу охорони природи видів, з найменшим ризиком (LC).
Дещо зменшиись субпопуляції в деяких районах внаслідок розвитку міст. Поточний тренд чисельності рослин стабільний. Наразі цей вид зустрічається більш ніж у 10 місцях і не існує жодних серйозних загроз, які могли б спричинити звуження ареалу чи погіршення якості середовища зростання.
Основними загрозами для цього виду є втрата середовища існування внаслідок урбанізації, сільського господарства та комунальних проектів.
Цей вид зустрічається на території національної пам'ятки Органоподібні кактуси (Аризона) і в національному парку Сагуаро (Аризона).
Охороняється Конвенцією про міжнародну торгівлю видами дикої фауни і флори, що перебувають під загрозою зникнення (CITES).

## Використання та торгівля
Вид культивується як декоративна рослина.